# Euroleague Basketball 2011-2012
L'Eurolega 2011-2012 (chiamata Turkish Airlines Euroleague per motivi di sponsorizzazione) è stata la dodicesima edizione del massimo campionato tra club europei organizzato dall'ULEB. L'Olympiakos ha vinto il trofeo per la seconda volta, battendo in finale il CSKA Mosca.

## Licenza A
| #  | Squadra          |
| -- | ---------------- |
| 1. | Barcellona       |
| 2. | Olympiakos       |
| 3. | Maccabi Tel Aviv |
| 4. | Panathīnaïkos    |
| 5. | Mens Sana Siena  |
| 6. | Real Madrid      |

| #   | Squadra         |
| --- | --------------- |
| 7.  | CSKA Mosca      |
| 8.  | Saski Baskonia  |
| 9.  | Anadolu Efes    |
| 10. | Málaga          |
| 11. | Žalgiris Kaunas |
| 12. | Fenerbahçe      |

- La licenza A della Virtus Roma, nona in campionato è stata sospesa, al suo posto è stata assegnata una wild card all'Olimpia Milano.

## Squadre partecipanti
Le 24 squadre partecipanti sono state suddivise in 4 gironi da 6 squadre ciascuno. Le squadre qualificate direttamente sono 22; altre 2 squadre guadagnano l'accesso alla regular season attraverso il turno preliminare.
| Spagna - Barcellona - Bilbao Berri - Real Madrid - Saski Baskonia - Málaga | Italia - Mens Sana Siena - Pall. Cantù - Olimpia Milano | Grecia - Panathīnaïkos - Olympiakos | Turchia - Fenerbahçe - Anadolu Efes |                      |
| Russia - CSKA Mosca - UNICS Kazan'                                         | Lituania - Žalgiris Kaunas                              | Serbia - Partizan                   | Francia - Nancy                     | Germania - Bamberger |
| Croazia - KK Zagabria                                                      | Slovenia - Olimpija Lubiana                             | Israele - Maccabi Tel Aviv          | Polonia - Arka Gdynia               |                      |

## Sorteggio
Il sorteggio per la definizione della fase a gironi si è svolto il 7 luglio 2011; sono state create 6 urne, e le squadre sono state suddivise in ordine di ranking. Le teste di serie sono state inserite nell'urna numero 1; le due squadre provenienti dal turno preliminare, nell'urna 6.
| Urna 1                                          | Urna 2                                                             | Urna 3                                                        | Urna 4                                                                    | Urna 5                                                            | Urna 6                                              |
| ----------------------------------------------- | ------------------------------------------------------------------ | ------------------------------------------------------------- | ------------------------------------------------------------------------- | ----------------------------------------------------------------- | --------------------------------------------------- |
| Barcellona Olympiakos Panathinaikos Real Madrid | Montepaschi Siena Caja Laboral Maccabi Electra Tel Aviv CSKA Mosca | Partizan Belgrado UNICS Kazan Unicaja Málaga Fenerbahçe Ülker | Žalgiris Kaunas Prokom Gdynia Bizkaia Basket Bilbao Anadolu Efes Istanbul | Armani Jeans Milano Olimpija Ljubljana Brose Baskets Bennet Cantù | SLUC Nancy KK Zagabria Galatasaray Spirou Charleroi |

Il sorteggio ha determinato i quattro gruppi riportati di seguito.
| Gruppo A                                                                               | Gruppo B                                                                          | Gruppo C | Gruppo D                                                                              |
| -------------------------------------------------------------------------------------- | --------------------------------------------------------------------------------- | --- | ------------------------------------------------------------------------------------- |
| Olympiakos Caja Laboral Fenerbahçe Ülker Bizkaia Basket Bilbao Bennet Cantù SLUC Nancy | Panathinaikos CSKA Mosca Unicaja Málaga Žalgiris Kaunas Brose Baskets KK Zagabria | Real Madrid Maccabi Electra Tel Aviv Partizan Belgrado Anadolu Efes Istanbul Armani Jeans Milano Spirou Charleroi | Barcellona Montepaschi Siena UNICS Kazan Prokom Gdynia Olimpija Ljubljana Galatasaray |

## Turno preliminare
Il turno preliminare si è giocato tra il 29 settembre e il 2 ottobre 2011. Si sono qualificate alla regular season due squadre, una per tabellone. Tutte le squadre eliminate disputeranno l'ULEB Eurocup 2011-2012.

### Tabellone A
|  | Primo turno | Primo turno    | Primo turno     |                |                 | Secondo turno  | Secondo turno | Secondo turno |  |  | Terzo turno | Terzo turno | Terzo turno |
|  |             |                |                 |                |                 |                |               |               |  |  |             |             |             |
|  | 1           | ASVEL          | 80              |                |                 |                |               |               |  |  |             |             |             |
|  | 8           | BCM Gravelines | 72              |                |                 |                |               |               |  |  |             |             |             |
|  | 8           | BCM Gravelines | 72              |                | 1               | ASVEL          | 83            |               |  |  |             |             |             |
|  |             |                |                 |                | 1               | ASVEL          | 83            |               |  |  |             |             |             |
|  |             | 5              | Galatasaray     | 93             |                 |                |               |               |  |  |             |             |             |
|  | 4           | 5              | Galatasaray     | 93             | PAOK Salonicco  | 64             |               |               |  |  |             |             |             |
|  | 4           |                |                 |                | PAOK Salonicco  | 64             |               |               |  |  |             |             |             |
|  | 5           | Galatasaray    | 77              |                |                 |                |               |               |  |  |             |             |             |
|  |             |                |                 |                |                 |                |               |               |  |  | 5           | Galatasaray | 71          |
|  |             |                | 2               | Lietuvos rytas | 63              |                |               |               |  |  |             |             |             |
|  | 2           | Lietuvos rytas | 83              |                |                 |                |               |               |  |  |             |             |             |
|  | 7           | Budućnost      | 64              |                |                 |                |               |               |  |  |             |             |             |
|  | 7           | Budućnost      | 64              |                | 2               | Lietuvos rytas | 88            |               |  |  |             |             |             |
|  |             |                |                 |                | 2               | Lietuvos rytas | 88            |               |  |  |             |             |             |
|  |             | 3              | Cibona Zagabria | 71             |                 |                |               |               |  |  |             |             |             |
|  | 3           | 3              | Cibona Zagabria | 71             | Cibona Zagabria | 77             |               |               |  |  |             |             |             |
|  | 3           |                |                 |                | Cibona Zagabria | 77             |               |               |  |  |             |             |             |
|  | 6           | Cholet         | 70              |                |                 |                |               |               |  |  |             |             |             |

### Tabellone B
|  | Primo turno | Primo turno     | Primo turno      |             |                  | Secondo turno | Secondo turno | Secondo turno |  |  | Terzo turno | Terzo turno      | Terzo turno |
|  |             |                 |                  |             |                  |               |               |               |  |  |             |                  |             |
|  | 1           | Alba Berlino    | 82               |             |                  |               |               |               |  |  |             |                  |             |
|  | 8           | VEF Rīga        | 60               |             |                  |               |               |               |  |  |             |                  |             |
|  | 8           | VEF Rīga        | 60               |             | 1                | Alba Berlino  | 63            |               |  |  |             |                  |             |
|  |             |                 |                  |             | 1                | Alba Berlino  | 63            |               |  |  |             |                  |             |
|  |             | 4               | Spirou Charleroi | 74          |                  |               |               |               |  |  |             |                  |             |
|  | 4           | 4               | Spirou Charleroi | 74          | Spirou Charleroi | 61            |               |               |  |  |             |                  |             |
|  | 4           |                 |                  |             | Spirou Charleroi | 61            |               |               |  |  |             |                  |             |
|  | 5           | Donec'k         | 59               |             |                  |               |               |               |  |  |             |                  |             |
|  |             |                 |                  |             |                  |               |               |               |  |  | 4           | Spirou Charleroi | 79          |
|  |             |                 | 3                | ČEZ Nymburk | 53               |               |               |               |  |  |             |                  |             |
|  | 2           | Chimki          | 74               |             |                  |               |               |               |  |  |             |                  |             |
|  | 7           | Turów Zgorzelec | 67               |             |                  |               |               |               |  |  |             |                  |             |
|  | 7           | Turów Zgorzelec | 67               |             | 2                | Chimki        | 79            |               |  |  |             |                  |             |
|  |             |                 |                  |             | 2                | Chimki        | 79            |               |  |  |             |                  |             |
|  |             | 3               | ČEZ Nymburk      | 86          |                  |               |               |               |  |  |             |                  |             |
|  | 3           | 3               | ČEZ Nymburk      | 86          | ČEZ Nymburk      | 69            |               |               |  |  |             |                  |             |
|  | 3           |                 |                  |             | ČEZ Nymburk      | 69            |               |               |  |  |             |                  |             |
|  | 6           | Bandırma Banvit | 57               |             |                  |               |               |               |  |  |             |                  |             |

## Regular season
La regular season si è svolta dal 17 ottobre al 21 dicembre 2011. Le prime quattro classificate di ciascun gruppo si qualificano per la Top 16.
| Qualificata alla Top 16 |
| Eliminata               |

### Gruppo A
|    | Squadra        | P.ti | G  | V | P | PF  | PS  |
| -- | -------------- | ---- | -- | - | - | --- | --- |
| 1. | Fenerbahçe     | 12   | 10 | 6 | 4 | 785 | 758 |
| 2. | Olympiakos     | 12   | 10 | 6 | 4 | 782 | 757 |
| 3. | Pall. Cantù    | 10   | 10 | 5 | 5 | 724 | 744 |
| 4. | Bilbao Berri   | 10   | 10 | 5 | 5 | 776 | 755 |
| 5. | Saski Baskonia | 10   | 10 | 5 | 5 | 802 | 765 |
| 6. | Nancy          | 6    | 10 | 3 | 7 | 743 | 833 |

### Gruppo B
|    | Squadra         | P.ti | G  | V  | P | PF  | PS  |
| -- | --------------- | ---- | -- | -- | - | --- | --- |
| 1. | CSKA Mosca      | 20   | 10 | 10 | 0 | 870 | 729 |
| 2. | Panathīnaïkos   | 14   | 10 | 7  | 3 | 834 | 739 |
| 3. | Málaga          | 8    | 10 | 4  | 6 | 791 | 808 |
| 4. | Žalgiris Kaunas | 8    | 10 | 4  | 6 | 763 | 812 |
| 5. | Bamberger       | 6    | 10 | 3  | 7 | 773 | 794 |
| 6. | KK Zagabria     | 4    | 10 | 2  | 8 | 718 | 867 |

### Gruppo C
|    | Squadra          | P.ti | G  | V | P | PF  | PS  |
| -- | ---------------- | ---- | -- | - | - | --- | --- |
| 1. | Real Madrid      | 16   | 10 | 8 | 2 | 879 | 773 |
| 2. | Maccabi Tel Aviv | 14   | 10 | 7 | 3 | 790 | 732 |
| 3. | Anadolu Efes     | 10   | 10 | 5 | 5 | 721 | 751 |
| 4. | Olimpia Milano   | 8    | 10 | 4 | 6 | 738 | 734 |
| 5. | Partizan         | 8    | 10 | 4 | 6 | 739 | 774 |
| 6. | Spirou Charleroi | 4    | 10 | 2 | 8 | 729 | 832 |

### Gruppo D
|    | Squadra          | P.ti | G  | V | P | PF  | PS  |
| -- | ---------------- | ---- | -- | - | - | --- | --- |
| 1. | Barcellona       | 18   | 10 | 9 | 1 | 793 | 599 |
| 2. | Mens Sana Siena  | 16   | 10 | 8 | 2 | 779 | 696 |
| 3. | UNICS Kazan'     | 14   | 10 | 7 | 3 | 702 | 656 |
| 4. | Galatasaray      | 8    | 10 | 4 | 6 | 694 | 736 |
| 5. | Arka Gdynia      | 2    | 10 | 1 | 9 | 618 | 743 |
| 6. | Olimpija Lubiana | 2    | 10 | 1 | 9 | 589 | 745 |

## Top 16
La Top 16 si è giocata dal 18 gennaio al 1º marzo 2012. Le prime due classificate di ogni girone si sono qualificate per i quarti di finale.
|  | Qualificata ai quarti di finale |
|  | Eliminata                       |

### Gruppo E
|    | Squadra      | P.ti | G | V | P | PF  | PS  |
| -- | ------------ | ---- | - | - | - | --- | --- |
| 1. | CSKA Mosca   | 10   | 6 | 5 | 1 | 509 | 413 |
| 2. | Olympiakos   | 6    | 6 | 3 | 3 | 457 | 471 |
| 3. | Galatasaray  | 6    | 6 | 3 | 3 | 423 | 438 |
| 4. | Anadolu Efes | 2    | 6 | 1 | 5 | 387 | 454 |

### Gruppo F
|    | Squadra         | P.ti | G | V | P | PF  | PS  |
| -- | --------------- | ---- | - | - | - | --- | --- |
| 1. | Mens Sana Siena | 8    | 6 | 4 | 2 | 493 | 435 |
| 2. | Bilbao Berri    | 8    | 6 | 4 | 2 | 437 | 423 |
| 3. | Real Madrid     | 8    | 6 | 4 | 2 | 496 | 489 |
| 4. | Málaga          | 0    | 6 | 0 | 6 | 407 | 486 |

### Gruppo G
|    | Squadra        | P.ti | G | V | P | PF  | PS  |
| -- | -------------- | ---- | - | - | - | --- | --- |
| 1. | Panathīnaïkos  | 8    | 6 | 4 | 2 | 436 | 394 |
| 2. | UNICS Kazan'   | 6    | 6 | 3 | 3 | 432 | 423 |
| 3. | Olimpia Milano | 6    | 6 | 3 | 3 | 379 | 390 |
| 4. | Fenerbahçe     | 4    | 6 | 2 | 4 | 420 | 460 |

### Gruppo H
|    | Squadra          | P.ti | G | V | P | PF  | PS  |
| -- | ---------------- | ---- | - | - | - | --- | --- |
| 1. | Barcellona       | 12   | 6 | 6 | 0 | 430 | 384 |
| 2. | Maccabi Tel Aviv | 6    | 6 | 3 | 3 | 427 | 425 |
| 3. | Pall. Cantù      | 6    | 6 | 3 | 3 | 420 | 426 |
| 4. | Žalgiris Kaunas  | 0    | 6 | 0 | 6 | 429 | 471 |

## Quarti di finale
I quarti di finale si giocano dal 21 marzo al 5 aprile 2012. La serie sarà al meglio delle 5 partite, secondo il formato 2-2-1: le gare 1, 2 e 5 si giocheranno in casa delle prime classificate, le gare 3 e 4 in quella delle seconde.
| Squadra 1       | Totale | Squadra 2        | Gara 1 | Gara 2 | Gara 3 | Gara 4 | Gara 5 |
| --------------- | ------ | ---------------- | ------ | ------ | ------ | ------ | ------ |
| CSKA Mosca      | 3-1    | Bilbao Berri     | 98-71  | 79-60  | 81-94  | 73-71  |        |
| Mens Sana Siena | 1-3    | Olympiakos       | 75-82  | 81-80  | 55-75  | 69-76  |        |
| Panathinaikos   | 3-2    | Maccabi Tel Aviv | 93-73  | 92-94  | 62-65  | 78-69  | 86-85  |
| Barcellona      | 3-0    | UNICS Kazan'     | 78-66  | 66-63  | 67-56  |        |        |

## Final Four
La Final Four si disputa presso la Sinan Erdem Arena di Istanbul dall'11 al 13 maggio 2012.
|  | Semifinali    | Semifinali    | Semifinali |            |            | Finale          | Finale          | Finale          |  |
|  |               |               |            |            |            |                 |                 |                 |  |
|  | CSKA Mosca    | CSKA Mosca    | 66         |            |            |                 |                 |                 |  |
|  | CSKA Mosca    | CSKA Mosca    | 66         |            |            |                 |                 |                 |  |
|  | Panathīnaïkos | Panathīnaïkos | 64         |            |            |                 |                 |                 |  |
|  | Panathīnaïkos | Panathīnaïkos | 64         |            | CSKA Mosca | CSKA Mosca      | 61              |                 |  |
|  |               |               |            |            | CSKA Mosca | CSKA Mosca      | 61              |                 |  |
|  |               |               | Olympiakos | Olympiakos | 62         |                 |                 |                 |  |
|  | Olympiakos    | Olympiakos    | Olympiakos | Olympiakos | 62         | 68              |                 |                 |  |
|  | Olympiakos    | Olympiakos    |            |            |            | 68              |                 |                 |  |
|  | Barcellona    | Barcellona    | 64         |            |            | Finale 3º posto | Finale 3º posto | Finale 3º posto |  |
|  | Barcellona    | Barcellona    | 64         |            |            |                 |                 |                 |  |
|  |               |               |            |            |            |                 |                 |                 |  |
|  |               |               |            |            |            | Panathīnaïkos   | Panathīnaïkos   | 69              |  |
|  |               |               |            |            |            | Panathīnaïkos   | Panathīnaïkos   | 69              |  |
|  |               |               |            |            |            | Barcellona      | Barcellona      | 74              |  |

### Semifinali
| Arbitri: | Carl Jungebrand José Martín Sreten Radović |

|              |          |                 |
| Kirilenko 17 | Punti    | 19 Jasikevičius |
| Chrjapa 5    | Assist   | 6 Diamantidīs   |
| Kirilenko 9  | Rimbalzi | 8 Kaimakoglou   |

| Arbitri: | Luigi Lamonica Robert Lottermoser Tolga Sahin |

|              |          |            |
| Spanoulīs 26 | Punti    | 18 Navarro |
| Spanoulīs 6  | Assist   | 3 Navarro  |
| Mantzarīs 6  | Rimbalzi | 7 Vázquez  |

### Finale 3º posto
| Arbitri: | Recep Ankaralı Robert Lottermoser Oļegs Latiševs |

|                |          |                       |
| Diamantidīs 17 | Punti    | 21 Marcelinho Huertas |
| Calathes 2     | Assist   | 3 Marcelinho Huertas  |
| Marić 11       | Rimbalzi | 5 Ndong, Vázquez      |

### Finale
| Arbitri: | Luigi Lamonica José Martín Tolga Sahin |

| |            | |
| Teodosić 15                                                                                                 | Punti      | 18 Papanikolaou |
| Teodosić 3                                                                                                  | Assist     | 2 tre giocatori |
| Kirilenko 10                                                                                                | Rimbalzi   | 4 tre giocatori |
| Teodosić, Šiškauskas, Krstić, Kirilenko, Chrjapa Lavrinovič, Mejía, Voronov, Voroncevič, Šved, Kaun, Gordon | Formazioni | Antić, Spanoulīs, Dorsey, Kešelj, Mantzarīs Hines, Papadopoulos, Gecevičius, Printezīs, Papanikolaou, Sloukas, Law |
| Jonas Kazlauskas                                                                                            | Allenatori | Dušan Ivković |

| Eurolega 2011-2012   |
| -------------------- |
| Olympiakos 2º titolo |

## Formazione vincitrice
| N° | Naz.                          | Ruolo | Sportivo                |  | Alt. |  |
| -- | ----------------------------- | ----- | ----------------------- |  | ---- |  |
| 4  | Stati Uniti (bandiera)        | C     | Kyle Hines              |  | 198  |  |
| 6  | Macedonia del Nord (bandiera) | C     | Pero Antić              |  | 210  |  |
| 7  | Grecia (bandiera)             | G     | Vasilīs Spanoulīs       |  | 193  |  |
| 8  | Grecia (bandiera)             | AP    | Panagiōtīs Vasilopoulos |  | 202  |  |
| 9  | Stati Uniti (bandiera)        | AC    | Joey Dorsey             |  | 203  |  |
| 10 | Serbia (bandiera)             | AP    | Marko Kešelj            |  | 208  |  |
| 11 | Grecia (bandiera)             | AP    | Michalīs Pelekanos      |  | 198  |  |
| 12 | Grecia (bandiera)             | C     | Lazaros Papadopoulos    |  | 210  |  |
| 13 | Lituania (bandiera)           | G     | Martynas Gecevičius     |  | 193  |  |
| 14 | Grecia (bandiera)             | C     | Andreas Glyniadakīs     |  | 216  |  |
| 15 | Grecia (bandiera)             | A     | Giōrgos Printezīs       |  | 204  |  |
| 16 | Grecia (bandiera)             | AP    | Kōstas Papanikolaou     |  | 206  |  |
| 17 | Grecia (bandiera)             | G     | Vaggelīs Mantzarīs      |  | 196  |  |
| 18 | Grecia (bandiera)             | P     | Kōstas Sloukas          |  | 190  |  |
| 19 | Grecia (bandiera)             | G     | Dīmītrīs Katsivelīs     |  | 197  |  |
| 55 | Stati Uniti (bandiera)        | P     | Acie Law                |  | 191  |  |
|    | Serbia (bandiera)             | All.  | Dušan Ivković           |  |      |  |

## Premi

### Riconoscimenti individuali
- Euroleague MVP:  Andrej Kirilenko,  CSKA Mosca
- Euroleague Final Four MVP:  Vasilīs Spanoulīs,  Olympiakos
- Rising Star Trophy:  Nikola Mirotić,  Real Madrid
- Euroleague Best Defender:  Andrej Kirilenko,  CSKA Mosca
- Alphonso Ford Trophy:  Bo McCalebb,  Mens Sana Siena
- Aleksandr Gomel'skij Coach of the Year:  Dušan Ivković,  Olympiakos
- Euroleague Club Executive of the Year:  Panayotis Angelopoulos e George Angelopoulos,  Olympiakos

### Quintetti ideali
- All-Euroleague First Team:
  -  Andrej Kirilenko,  CSKA Mosca
  -  Vasilīs Spanoulīs,  Olympiakos
  -  Dīmītrīs Diamantidīs,  Panathinaikos
  -  Erazem Lorbek,  Barcellona
  -  Nenad Krstić,  CSKA Mosca
- All-Euroleague Second Team:
  -  Bo McCalebb,  Mens Sana Siena
  -  Miloš Teodosić,  Olympiakos
  -  Henry Domercant,  UNICS Kazan'
  -  Juan Carlos Navarro,  Barcellona
  -  Mike Batiste,  Panathinaikos